# Pedernales (kanton)
Pedernales – kanton w prowincji Manabí, w Ekwadorze. Stolicą kantonu jest Pedernales.